# آناتولی کوکسوف
آناتولی کوکسوف (اوکراینی: Анатолій Якович Куксов؛ ۲۱ نوامبر ۱۹۴۹ – ۴ ژانویهٔ ۲۰۲۲) بازیکن فوتبال اهل اتحاد شوروی بود.
از باشگاه‌هایی که در آن بازی کرده‌است می‌توان به باشگاه فوتبال زوریا لوهانسک اشاره کرد.
وی همچنین در تیم ملی فوتبال شوروی بازی کرده بود.